# Physcopedaliodes symmachus
Physcopedaliodes symmachus är en fjärilsart som beskrevs av Frederick DuCane Godman och Osbert Salvin 1880. Physcopedaliodes symmachus ingår i släktet Physcopedaliodes och familjen praktfjärilar. Inga underarter finns listade i Catalogue of Life.